# رامین پورایمان
رامین پورایمان (زادهٔ ۱۸ تیر ۱۳۳۲) بازیگر و گویندهٔ رادیو اهل ایران است. او بازیگری را با مجموعهٔ تلویزیونی گالش‌های مادربزرگ (۱۳۶۷–۱۳۶۸) به کارگردانی بهمن زرین‌پور آغاز کرد. او در سال ۱۳۶۱، به دعوت صدرالدین شجره برای بازی در نمایش خوشه‌های خشم نوشتهٔ جان اشتاین‌بک، به کارگردانی او به رادیو دعوت شد.

## فیلم‌شناسی

### سینما
| سال  | عنوان                | کارگردان         | نقش    |
| ---- | -------------------- | ---------------- | ------ |
| ۱۴۰۲ | تمساح خونی           | جواد عزتی        | کیومرث |
| ۱۳۹۸ | خروج                 | ابراهیم حاتمی‌کیا |        |
| ۱۳۹۶ | بمب یک عاشقانه       | پیمان معادی      | جلالی  |
| ۱۳۸۹ | بمب خنده             | مهران مدیری      |        |
| ۱۳۸۴ | آنسوی دیوار          | فریدون فرهودی    |        |
| ۱۳۷۳ | رؤیای نیمه‌شب تابستان | داریوش مؤدبیان   |        |
| ۱۳۶۹ | دو فیلم با یک بلیط   | داریوش فرهنگ     |        |
| ۱۳۶۸ | پول خارجی            | رخشان بنی‌اعتماد  |        |

### مجموعهٔ تلویزیونی
| سال  | عنوان                        | کارگردان              | نقش        |
| ---- | ---------------------------- | --------------------- | ---------- |
| ۱۳۸۸ | شاید برای شما هم اتفاق بیفتد | راما قویدل            |            |
| ۱۳۸۷ | طفلان مسلم                   | مجتبی یاسینی          | حارث       |
| ۱۳۸۶ | مرد هزارچهره                 | مهران مدیری           | تفقد       |
| ۱۳۸۴ | شب‌های برره                   | مهران مدیری           | پدر کیانوش |
| ۱۳۸۰ | مرگ و پرگار                  | امیر عباس حدسنی       |            |
| ۱۳۷۹ | پلاک ۱۴                      | مهران مدیری           |            |
| ۱۳۷۸ | قصه‌های شهرک سینمایی          | بابک محمدی            |            |
| ۱۳۷۷ | روزگار جوانی                 | شاپور قریب اصغر توسلی |            |
| ۱۳۷۳ | نیمه پنهان ماه               | مجید جعفری            | تربیت      |
| ۱۳۶۹ | مش خیرالله صندوقچه اسرار     | حسین فردرو            |            |
| ۱۳۶۷ | شاخه طوبی                    | مهدی علی‌احمدی         |            |
| ۱۳۶۷ | گالش‌های مادربزرگ             | بهمن زرین‌پور          |            |

### مجموعهٔ نمایش خانگی
| سال       | عنوان     | کارگردان    | نقش           |
| --------- | --------- | ----------- | ------------- |
| ۱۳۹۶      | شوخی کردم | مهران مدیری |               |
| ۱۳۸۹–۱۳۹۱ | قهوه تلخ  | مهران مدیری | دایی اقبال‌خان |